# Lac Piru
Le lac Piru est situé dans la forêt nationale de Los Padres, dans le comté de Ventura en Californie. Il a été créé après la construction du barrage Santa Felicia sur la rivière Santa Clara en 1955. Il est situé en aval du Pyramid Lake et est accessible à partir de la route du canyon de Piru.

## Fait divers
Le 8 juillet 2020, l'actrice et chanteuse américaine Naya Rivera disparaît alors qu'elle faisait une sortie en bateau accompagnée de son fils de quatre ans. Un corps est retrouvé le 13 juillet 2020 au fond du lac après cinq jours de recherches intenses. Le bureau du shérif de Ventura confirme à la presse que le corps retrouvé est bien celui de Naya Rivera,.